# Kupiuka
Kupiuka là một chi nhện trong họ Salticidae.